# 진저베렌
진저베렌(Zingiberene)은 단주기의 세스퀴테르펜이다. 이것은 생강 오일의 주요 구성 성분이고 이것은 생강 민들레로부터 이름의 유래된다. 이것이 생강의 뿌리줄기에서 필수 오일의 최대 30%까지 기여 할 수 있다. 이는 생강에게 독특한 맛을 주는 화합물이다.

## 생합성(Biosynthesis)
진저베렌은 파르네실피로인산로부터(FPP)의 이소프레노이드 경로 로 형성되었다. FPP는 nerolidyl의 이인산염(nerolidyl diphosphate)이 제공하는 재배열을 겪는다. 피로인산염(pyrophosphate)을 제거 한 후 그 고리는 삼차 탄소 위에 부착된 그고리 위에 있는 카르보 카티온(carbocation)을 떠나 보내고 닫는다. 1-3 수소 화물옭김(hydride shift) 후에 더욱 더 안정적인 알릴 카르보 카티온(allylic carbocation)의 수득이 일어난다. 진저베렌 형성의 마지막 단계는 순환 하는 알릴 양성자의 이중 결합의 이중 결합의 결과를 형성을 제거 하는 것이다. 진저베렌 신타이제(역 방향으로 리아제 반응을 하는 효소)은 다른 mono sesquiterpene(세스퀴테르펜)뿐만 아니라, 진저베렌 형성 반응을 촉진시키는 효소이다

## 같이 보기
- 진저롤